# Chhin Chhoeun
Chhin Chhoeun (sinh ngày 9 tháng 8 năm 1989 ở Prey Veng, Campuchia) là một cầu thủ bóng đá người Campuchia, thi đấu cho câu lạc bộ National Defense Ministry ở Giải bóng đá vô địch quốc gia Campuchia. Anh được triệu tập vào đội tuyển bóng đá U-23 quốc gia Campuchia tham dự Đại hội Thể thao Đông Nam Á 2011, Đội tuyển bóng đá quốc gia Campuchia tại vòng loại giải vô địch bóng đá thế giới 2014. Anh là cầu thủ đa năng, có thể thi đấu ở các vị trí tiền đạo, tiền vệ chạy cánh phải và hậu vệ phải.

## Bàn thắng quốc tế
Tính đến trận đấu diễn ra ngày 2 tháng 6 năm 2016. Tỷ số Campuchia liệt kê đầu tiên, cột tỉ số biểu thị tỷ số sau mỗi bàn thắng của Chhoeun.
| # | Ngày                 | Địa điểm                                       | Số trận | Đối thủ           | Tỷ số | Kết quả      | Giải đấu                                       |
| - | -------------------- | ---------------------------------------------- | ------- | ----------------- | ----- | ------------ | ---------------------------------------------- |
| 1 | 3 tháng 7 năm 2011   | Sân vận động Quốc gia Lào mới, Viêng Chăn, Lào | 4       | Lào               | 1–2   | 2–6 (s.h.p.) | Vòng loại giải vô địch bóng đá thế giới 2014   |
| 2 | 20 tháng 10 năm 2014 | Sân vận động Quốc gia Lào mới, Viêng Chăn, Lào | 17      | Brunei            | 1–0   | 1–0          | Vòng loại giải vô địch bóng đá Đông Nam Á 2014 |
| 3 | 2 tháng 6 năm 2016   | Sân vận động Quốc gia, Cao Hùng, Đài Loan      | 33      | Đài Bắc Trung Hoa | 2–2   | 2–2          | Vòng loại Cúp bóng đá châu Á 2019              |
| 4 | 15 tháng 10 năm 2016 | Sân vận động Olympic, Phnôm Pênh, Campuchia    | 37      | Lào               | 2–1   | 2–1          | Vòng loại giải vô địch bóng đá Đông Nam Á 2016 |

## Danh hiệu

### Câu lạc bộ
National Defense Ministry
- Hun Sen Cup: 2010, 2016